# Атаянц, Максим Борисович
Макси́м Бори́сович Атая́нц (арм. Մաքսիմ Բորիսի Աթայանց; род. 1 октября 1966, Рязань) — российский архитектор и художник, преподаватель истории архитектуры и архитектурного проектирования. Заслуженный архитектор Российской Федерации (2018), член-корреспондент Российской академии архитектуры и строительных наук (2021).

## Биография
Максим Борисович Атаянц родился 1 октября 1966 года в Рязани в семье специалиста по радиолокации Б. А. Атаянца. Родной дядя — авиаконструктор С. А. Атаянц. Предки Максима Атаянца по отцовской линии происходят из села Караглух (в составе административно-территориального округа села Аракюль Гадрутского района НКР), в котором основатель рода Атаянцев на рубеже XVIII-XIX веков построил церковь Богоматери (Сурб Аствацацин).  

2005 Сирия. Пальмира. Теменос храма Бэла

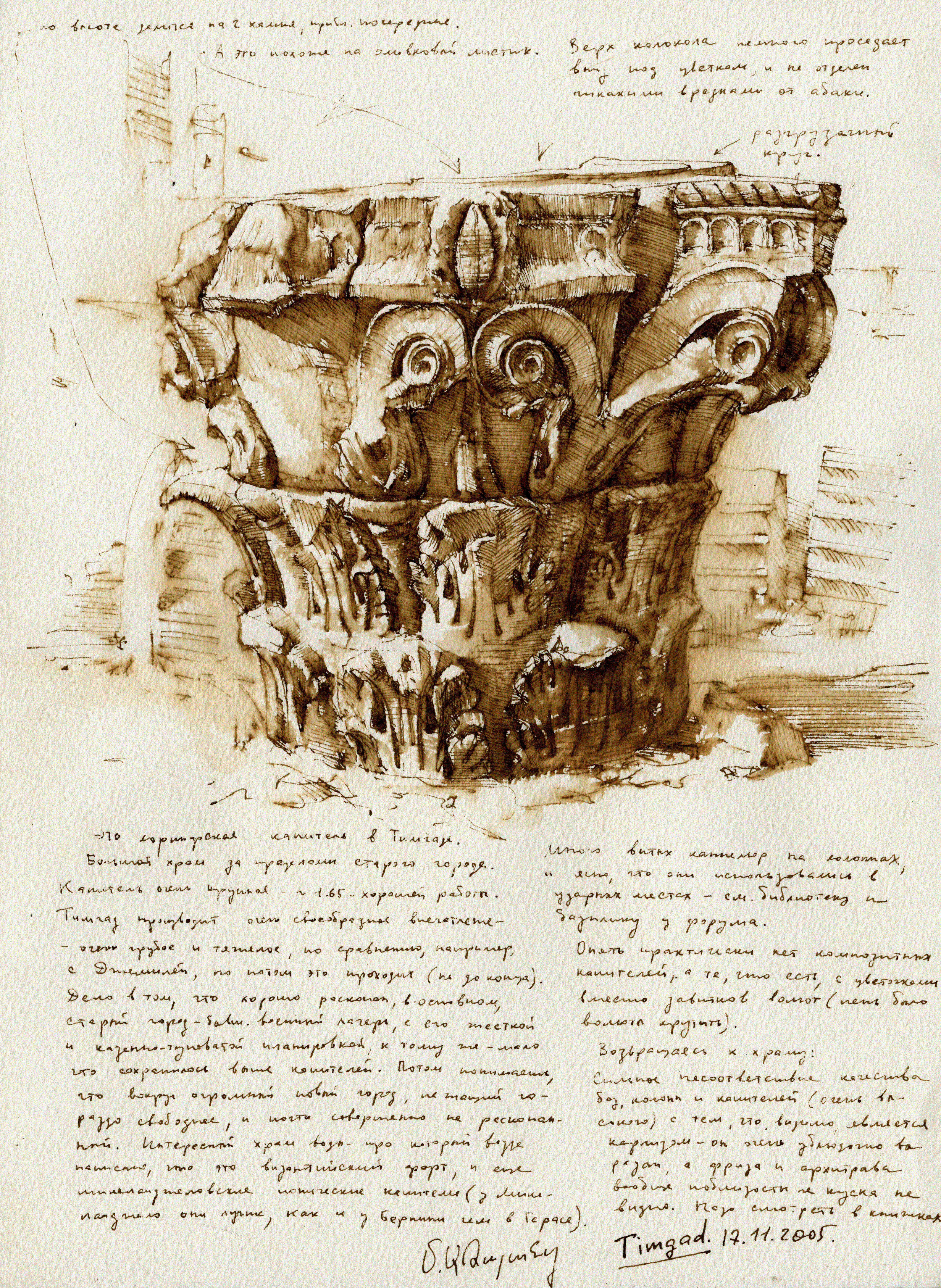
2005 Алжир. Тимгад. Капитель капитолийского храма

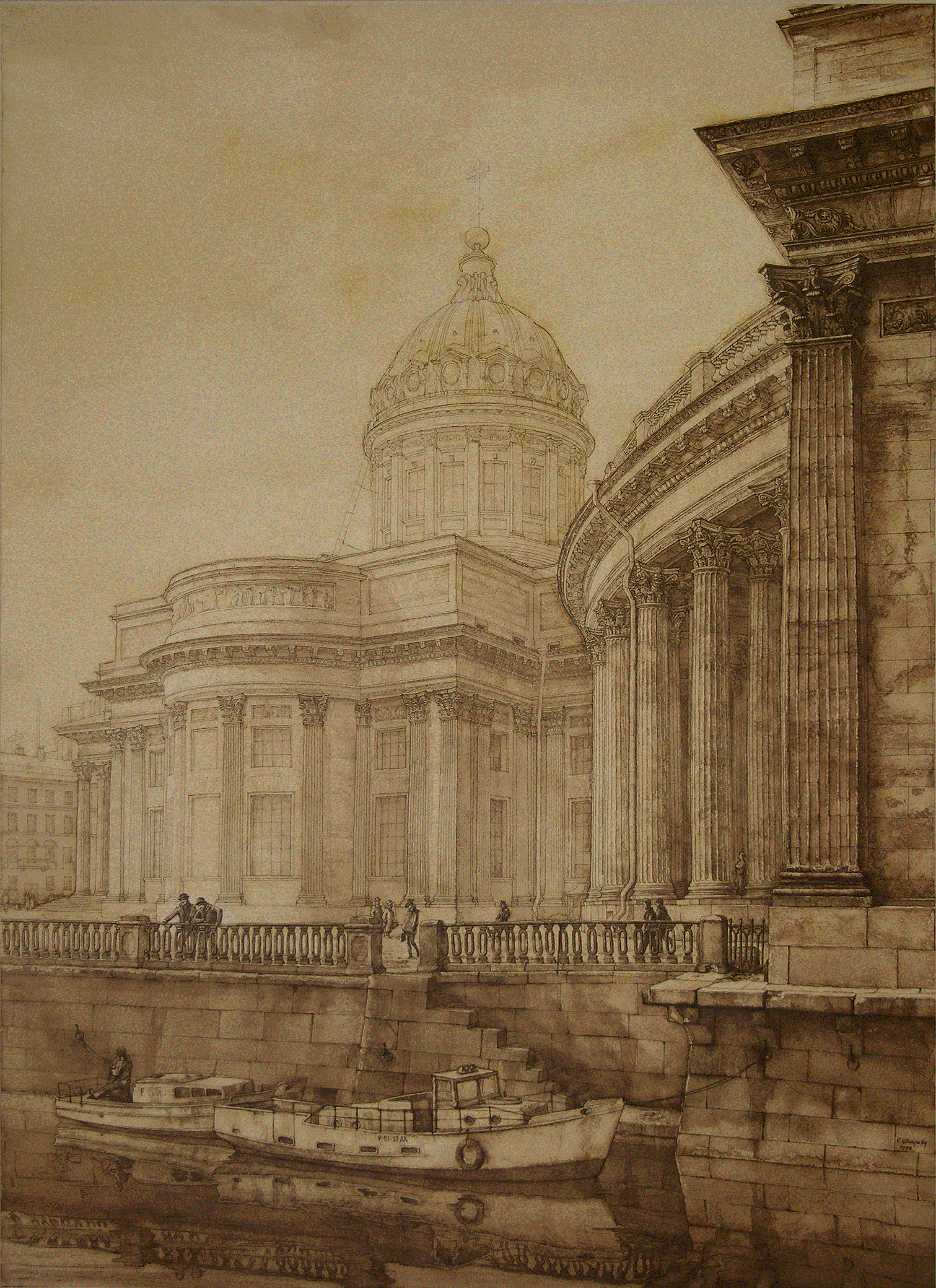
С. Петербург. Казанский собор

В 1984 году поступил и в 1995 году окончил архитектурный факультет Санкт-Петербургской Академии Художеств. В 1985−1986 годах проходил срочную службу в Советской армии.
Дипломная работа — «Проект музея ВМФ в Кронштадте» был первым за 30 лет дипломным проектом на факультете, выполненным в классическом стиле, и вызвал в ходе защиты серьёзную дискуссию. В 1996 году этот проект участвовал в выставке Vision of Europe (Болонья), был опубликован в её каталоге.
В 1995 году Максим Атаянц прошёл обучение в Летней Архитектурной Школе принца Чарльза (Италия — Франция).
С 1995 года член Санкт-Петербургского отделения Союза архитекторов России.
В конце 1990 годов разрабатывал проекты частных домов, частных и корпоративных интерьеров.
В 1998—2000 годах преподавал в римском Университете Сапиенца и в римском отделении Университета Нотр-Дам.
В 2000 году для выполнения крупных градостроительных проектов организовал «Архитектурную мастерскую Максима Атаянца» (АММА).
В декабре 2006 года начал работать с Urban Group, разработав концепцию её первого проекта в Иваново-Покровском. Когда в начале 2018 года Urban Group обанкротилась, предпринимались попытки причислить М.Атаянца к её "основателям" (что им самим опровергалось), в итоге, в октябре 2018 Дом.РФ и EY отозвали свои претензий к  архитектору, подтвердив правоту его позиции, однако, обратились в арбитражный суд с серией исков, требующих признать договоры с Атаянцем фиктивными, прикрывающими вывод средств дольщиков Urban Group, которые в итоге в середине 2020 года все были судом отклонены.
В рамках начатого в 1995 году изучения сохранившихся памятников античной архитектуры, в период 2004—2010 годах интенсивно путешествовал по Ближнему Востоку и Северной Африке, обследуя архитектурное наследие Римской империи.
Как архитектор Атаянц принадлежит к направлению так называемого неоклассицизма, отвергающему доминирующую в мировой архитектуре с начала XX века модернистскую парадигму. Архитекторы-неоклассицисты убеждены, что современная архитектура самого разного назначения может использовать язык уходящей в античность архитектурной классики вплоть до использования ордерной системы и других приёмов. При этом, создаваемые архитектурные сооружения будут не подражаниями постройкам прошлого или их копиями, а результатом осмысления и развития классических принципов в современность. Признавая отдельные творческие удачи и дарования архитекторов модернистского направления, неоклассицисты критикуют модернистскую архитектуру за склонность к вырождению в антигуманный и антиэстетичный функционализм, а также за деструктивный подход к исторической застройке. Помимо М. Атаянца, к неоклассицистам относятся такие архитекторы, как Михаил Филиппов, Михаил Белов, Дмитрий Бархин, Михаил Тумаркин,  Илья Уткин, Пётр Завадовский, Джон Симпсон, Жозе Корнелио да Сильва, Пьер Карло Бонтемпи, Этторе Мариа Маццола, Роберт Стерн, Роберт Адам, Леон Крие, Куинлан Терри, Габриэле Тальявенти.
В 2021 году избран членом-корреспондентом Российской академии архитектуры и строительных наук (РААСН) по научному направлению "Архитектурная практика".
Максим Атаянц женат, отец двоих сыновей.

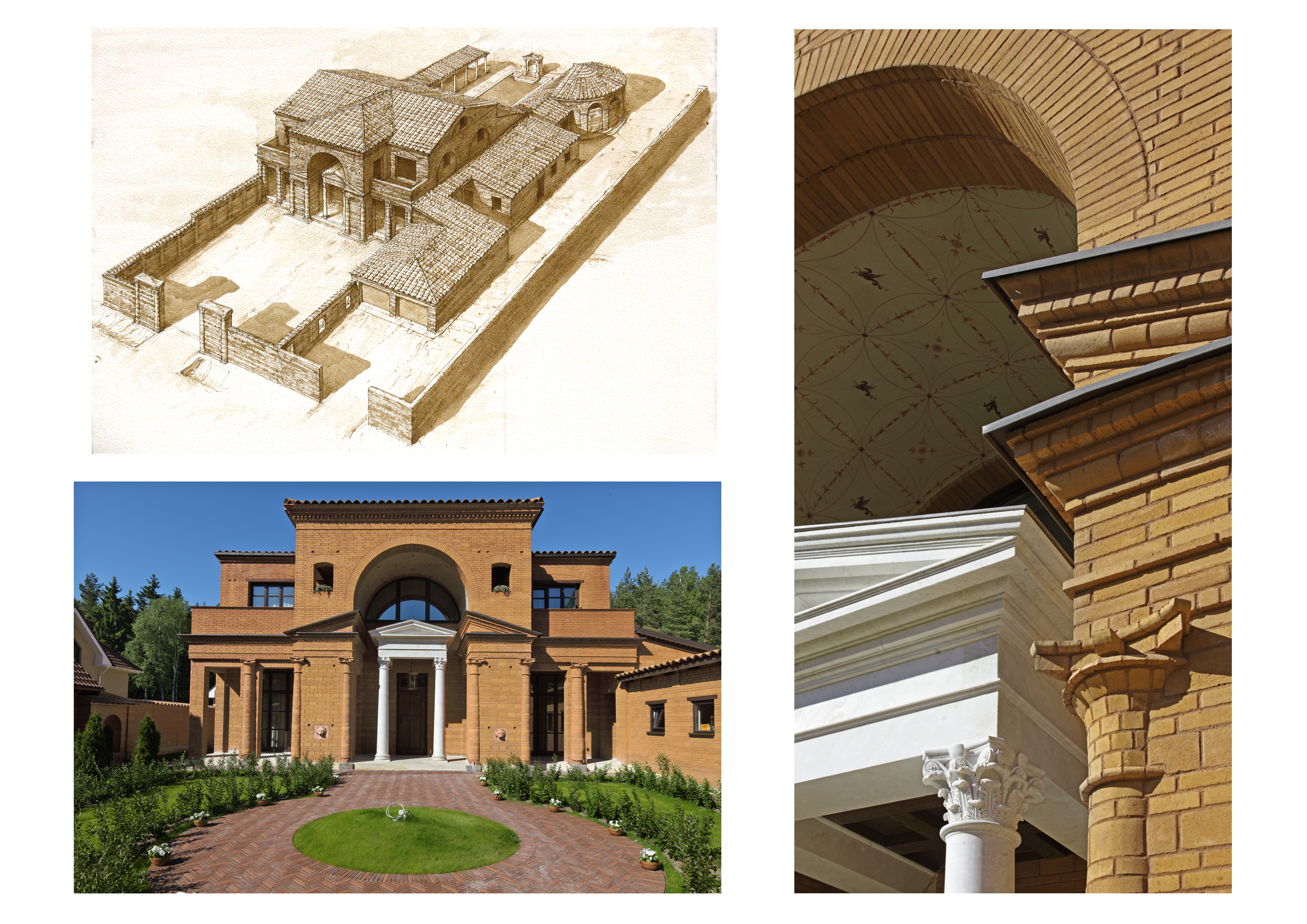
Частный дом в посёлке Лисий Нос под Петербургом

## Работы М. Атаянца

### Графика
Как художник-график, М. Атаянц является автором большого количества работ, выполненных, главным образом, в технике рисунка пером и кистью. Жанр работ — архитектурные пейзажи, тематически охватывающие:
- Петербург
- Архитектуру Армении
- Античную архитектуру.

Графические листы изображают памятники архитектуры такими, какими они видятся сегодня, в окружении современной урбанистической среды. Чаще всего рисунки выполнены автором с натуры и доработаны по памяти. Листы крупного формата созданы с использованием натурных эскизов и фотоматериалов, сделанных в ходе путешествий. Некоторые из них содержат достаточно пространные надписи, фиксирующие моментальную авторскую рефлексию по поводу изображаемого.
Особую документальную ценность представляют рисунки, запечатлевшие памятники древней Пальмиры и другие архитектурные объекты Ближнего Востока, утраченные в последние годы.
Работы Атаянца хранятся в собраниях Государственного Эрмитажа,  ГМИИ им. Пушкина, Музея архитектурного рисунка (Берлин), Музея архитектуры им. Щусева, Американской школы TASIS в Лугано (Швейцария), архитектурного факультета университета Нотр-Дам.

### Монументальные росписи
- Зал корпоративного ресторана офиса компании «Прогресс-Нева» на Московском проспекте, д. 79А в Санкт-Петербурге (1999) — утрачены в ходе реконструкции помещения в 2017 году .
- Роспись потолка и стен в составе авторского интерьера косметического салона «Калигула» на 3-й Советской ул. в Санкт-Петербурге (2001) — утрачена при реконструкции помещения.
- Частная вилла в кантоне Тичино (2002—2003)

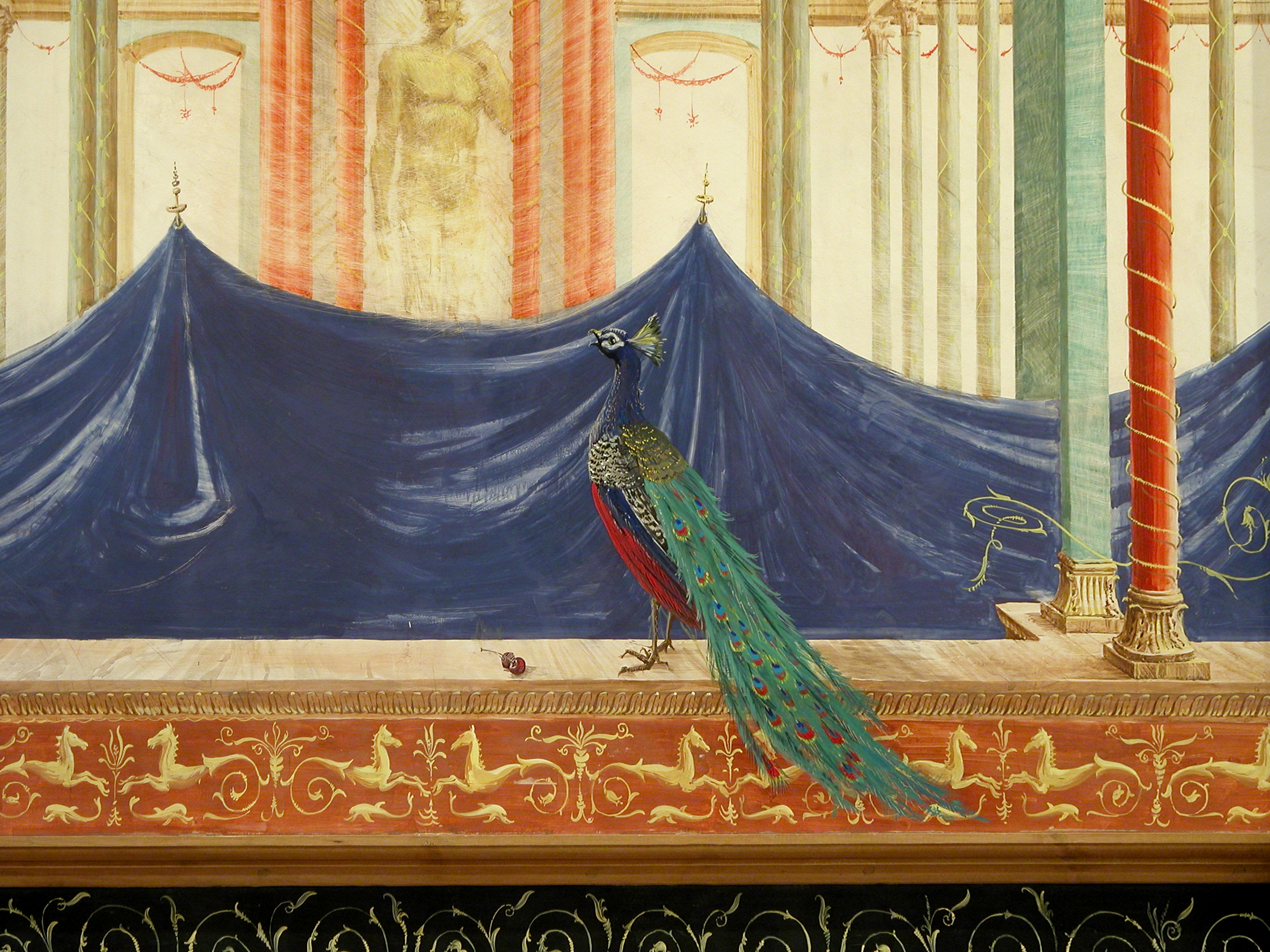
Косметический салон «Калигула» в Санкт-Петербурге. Деталь фресковой росписи.

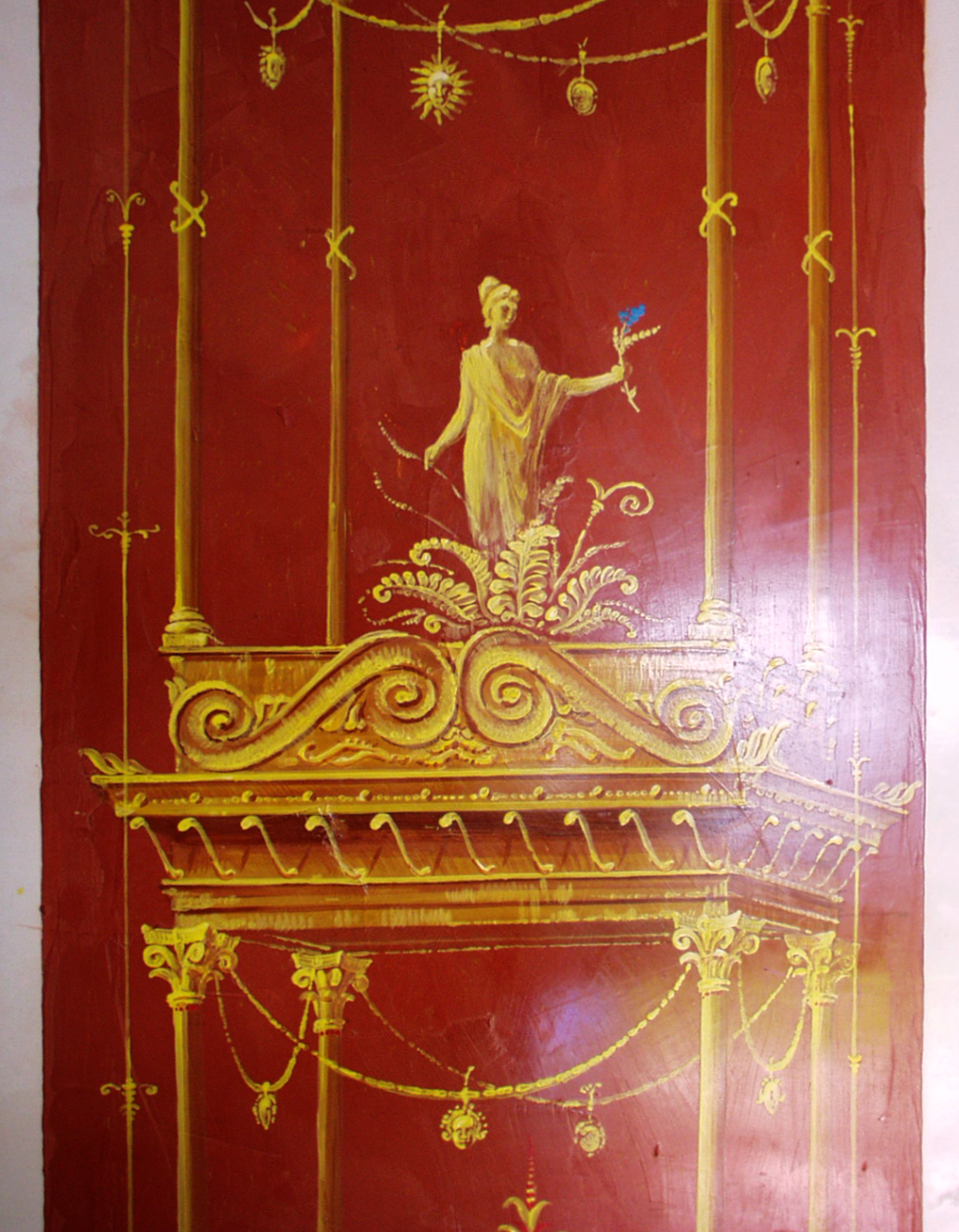
Частная вилла в швейцарском кантоне Тичино. Деталь фресковой росписи

### Некоторые проекты
- Собор Святого Духа в Санкт-Петербурге (2012--) — строится[12]
- Церковь Св. Елены в селе Шёлково, Волосовского района Ленинградской области (2012) — построена
- Церковь Св. Иоанна Крестителя (Սուրբ Հովհաննես Մկրտիչ, Сурб Ованес Мкртич)  в Нагорном Карабахе (2013)[13] — построена
- Культурно-этнографический парк «Моя Россия» в Сочи (2014) — построен
- Горный курорт «Горки Город» в Сочи (2014)[14] — построен

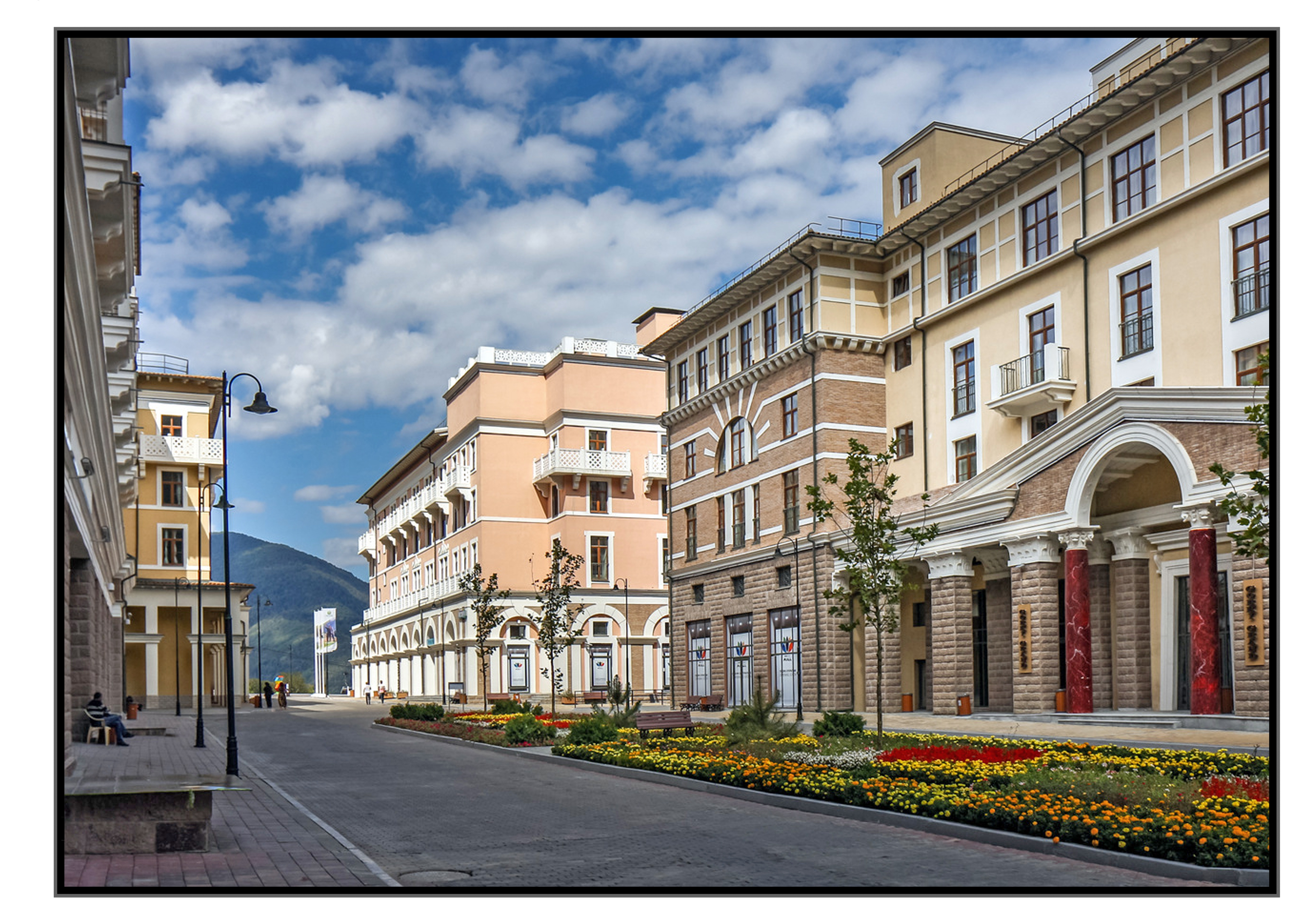
Горный курорт «Горки Город» в Сочи (2014)

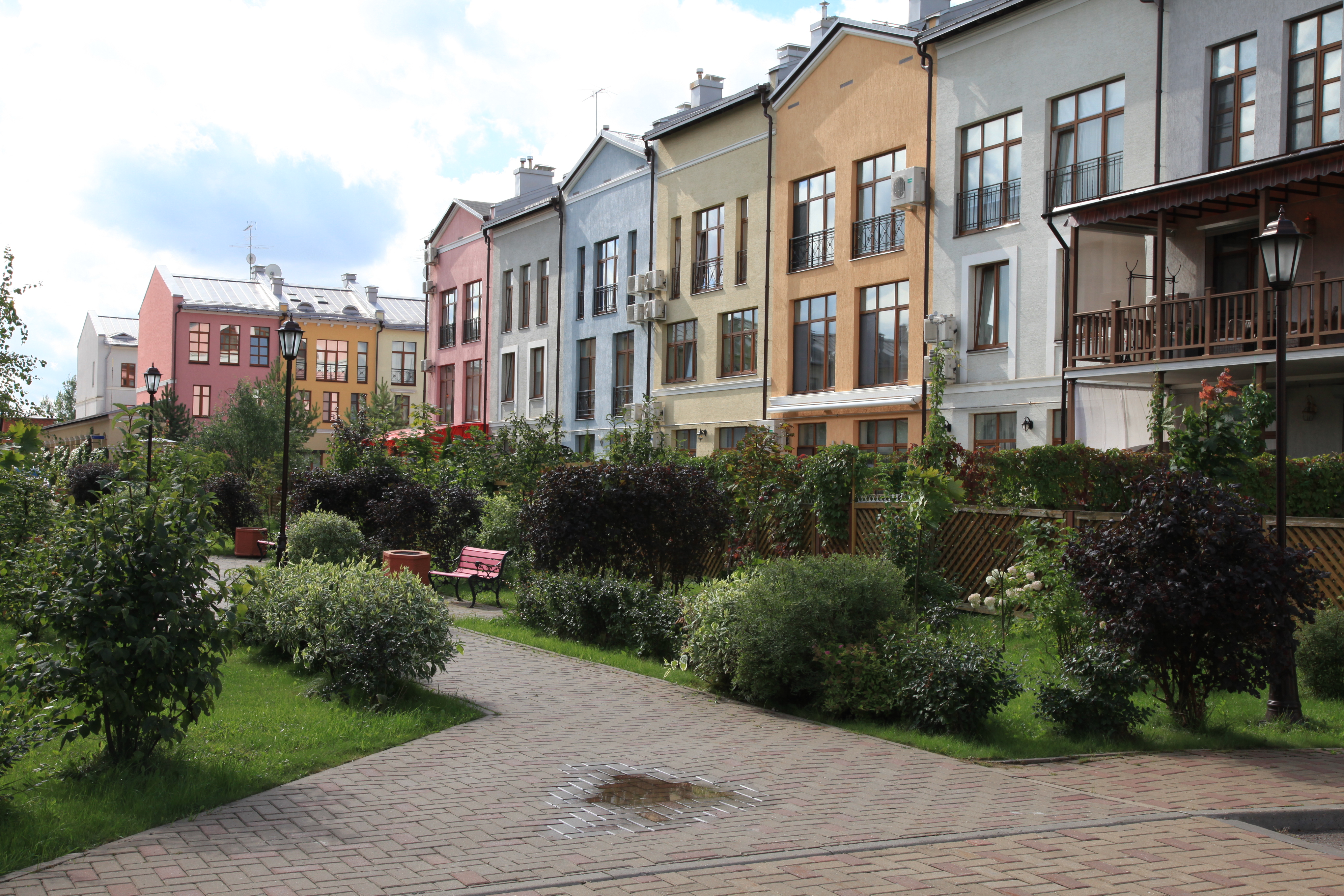
Жилой комплекс «Ивакино-Покровское»

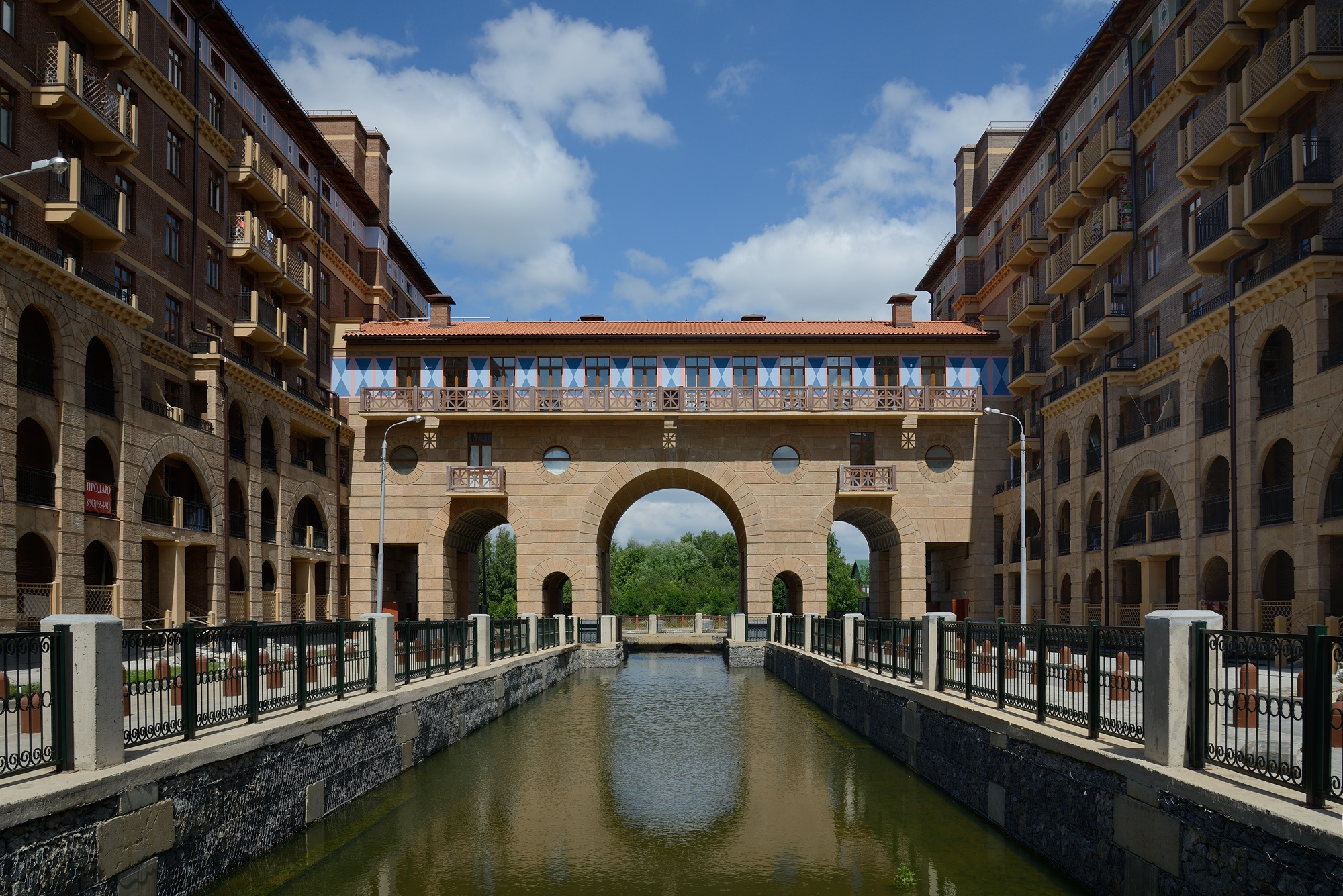
Жилой комплекс «Город набережных» (Московская область)

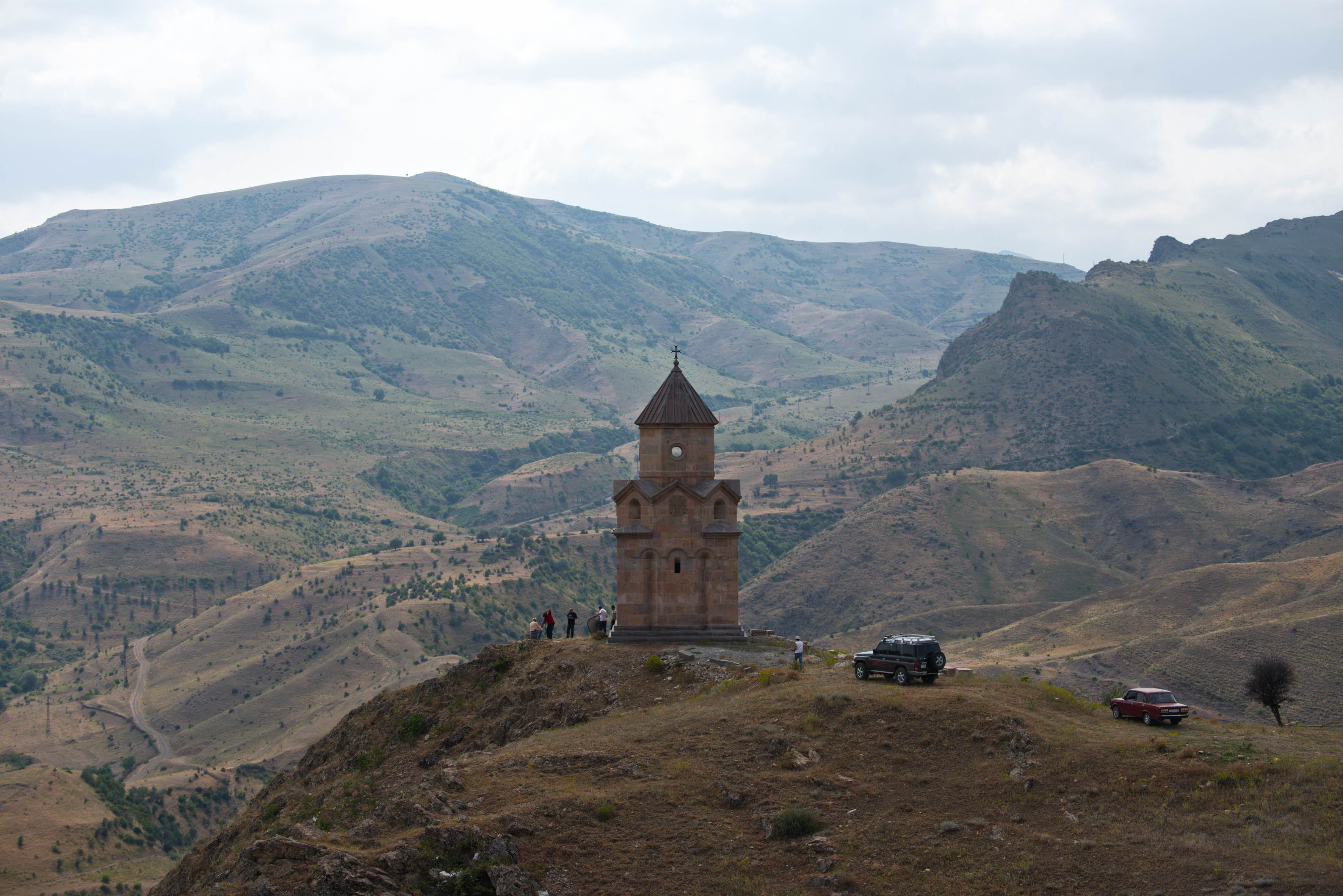
Церковь св. Иоанна Крестителя в селе Дашбашы (Ходжавендский район Азербайджана)

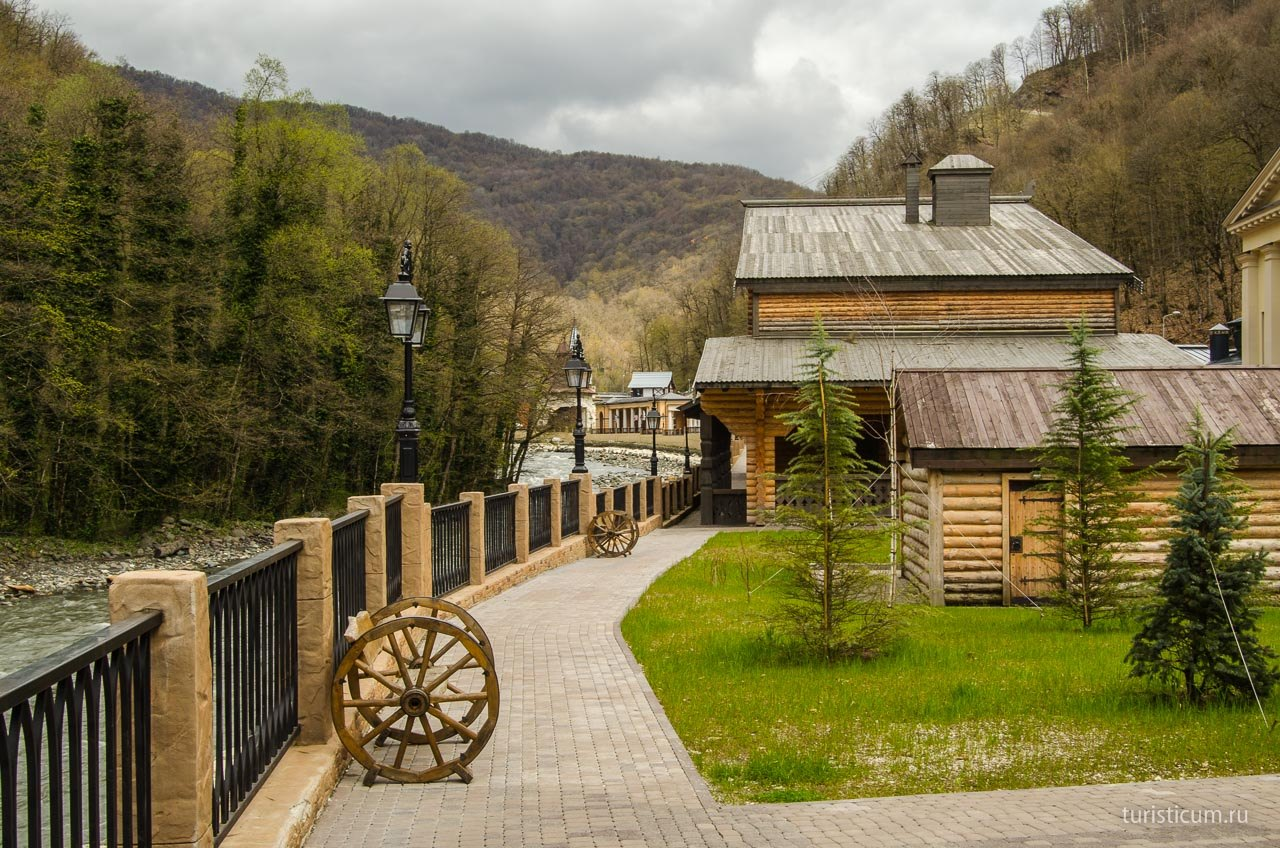
Культурно-этнографический парк «Моя Россия» в Сочи (2014)

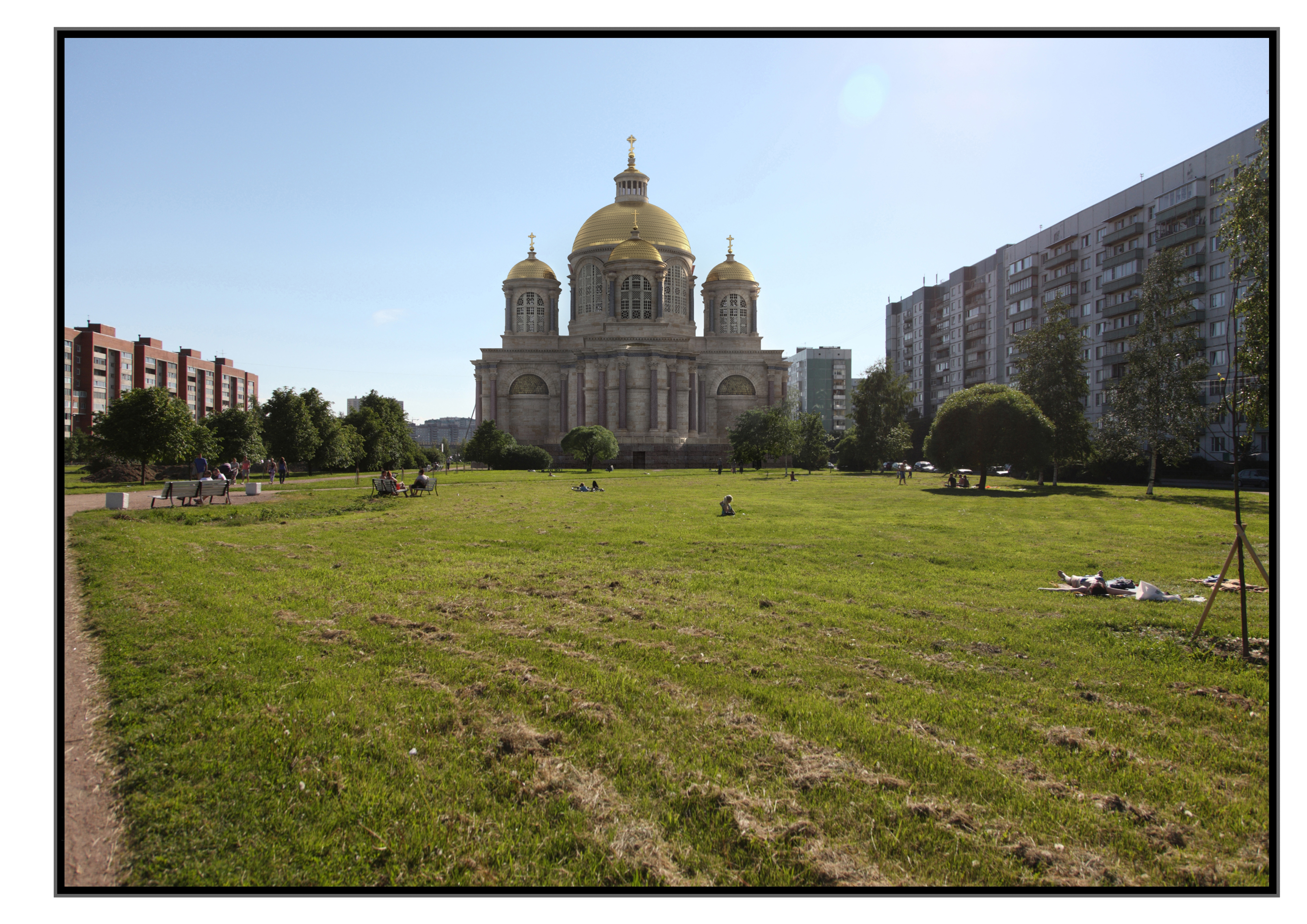
Собор Святого Духа в Санкт-Петербурге, проект

### Жилые комплексы
- Жилой комплекс «Опалиха O2»[16] (Московская область, г. Красногорск).
- Квартал Ивакино-Покровское[17] (Московская область, г. Химки).
- Жилой комплекс «Опалиха O3»[18] (Московская область, г. Красногорск).
- Жилой комплекс «Митино O2»[19] (Московская область, дер. Сабурово).
- Жилой комплекс «Видный город»[20] (Московская область).
- Жилой комплекс «Новосходненский»[21] (Московская область).
- Жилой комплекс «Город набережных»[22] (Московская область).
- Жилой комплекс «Солнечная система»[16] (Московская область, г. Химки).
- Жилой комплекс «Пятницкие кварталы» (Московская область)
- Жилой комплекс «Лайково»[23]
- Жилой комплекс «Лесобережный»[24]
- Жилой комплекс «Династия» (Ярославль, исторический центр)

### Реконструкция и реставрация
- Ново-Тихвинский монастырь и собор св. Александра Невского в Екатеринбурге. Восстановление первоначального архитектурного облика и пристройка портика.

### Участие в архитектурных конкурсах
- Жилой дом на Кронверкском пр. в Санкт-Петербурге (1997) — победа, дом построен со значительными отклонениями от проекта
- Государственный конкурс архитектурной концепции строительства комплекса зданий Верховного и Высшего арбитражного судов Российской Федерации в Санкт-Петербурге (2014) — победа[25], принятие проекта за основу (одобрение объёмно-пространственного решения Советом по сохранению культурного наследия при Губернаторе СПб)[26], фактическое отклонение проекта заказчиком[27].
- Мемориальный храм к 100-летию геноцида 1915 года в Ереване (2015) — участие

## Преподавание
- Совместная летняя школа в Санкт-Петербурге Академии Художеств и Университета Нотр-Дам, 1996 год.
- Sapienza Universita di Roma. Архитектурный факультет. Рим. Консультации дипломных проектов, 1997—1998 годы.
- Университет Нотр-Дам, римское отделение. Приглашённый лектор и консультации дипломных проектов. С 1997 по настоящее время.
- Архитектурный факультет Санкт-Петербургской Академии Художеств, с 2000 года по настоящее время. Курсы:

— ордер в архитектуре;
— история архитектуры Древнего мира и классической античности;
— архитектурное проектирование.
- Художественно-промышленная академия имени А. Л. Штиглица. Отделение металла и керамики. Член Государственной аттестационной комиссии. С 2009 года по настоящее время.

## Участие в выставках

### Архитектурных
- Vision of Europe, Болонья (1996) — дипломный проект Музея ВМФ в Кронштадте
- «Священное пространство — традиционная церковная архитектура сегодня», Рим (1999) — проекты храмовых зданий
- «Классическая архитектура сегодня», Лугано (1999) — проекты
- III Московское Биеннале Архитектуры, выставка «Тенденции: историзм, простота, сложность» (2012) — вдохновитель и организатор совместной выставки 7 российских и 7 зарубежных неоклассицистов.

### Художественных
- «Последние рисунки века», Санкт-Петербург (2000) — участник выставки, организованной Санкт-Петербургский Союз художников
- «Архитектурные памятники итальянской части Швейцарии», Лугано (2000) — персональная выставка рисунков под эгидой TASIS
- PAX ROMANA (римский мир) Государственный музей архитектуры имени А. В. Щусева, Москва (2008) — 40 рисунков и 150 фотографий[28]
- «Только Италия! Архитектурная графика XVIII—XXI веков» Государственная Третьяковская галерея, Москва (2014) — 8 графических работ[29]
- «Римское время. Графика Максима Атаянца» (2016) Государственный музей изобразительных искусств им. А.С.Пушкина, Москва[30]
- «Вдохновлённые Грецией» (2016) Академия Художеств, С. Петербург[31]
- «Жажда античности» (2018) Академия Художеств, С. Петербург[32][33]
- "Две Пальмиры" (2020) Государственный Эрмитаж, один из организаторов и участник 3-х выставок: "Две Пальмиры: реальная и виртуальная", "Две Пальмиры. Археология" и "Две Пальмиры. Архитектура"

## Просветительская деятельность
- Лекции в рамках просветительского проекта «Школа наследия» (2017)[34]
- Лекции в рамках образовательного проекта «Эшколот» (2016)[35]
- Открытые лекции в Европейском университете в Санкт-Петербурге (2013—2017)[36][37][38][39][40]
- Лекции в программе «Дайте знать» телерадиокомпании «Мир Белогорья»[41](2015)
- Лекции в БДТ им. Товстоногова «Эпоха Просвещения»[42] (2016)
- Цикл лекций «Архитектурные ордера» (в 5 частях) при СПб. академии художеств им. Репина (2020)
- Лекция в цикле «Посольство архитектуры» «Архитектура Пальмиры и арка Главного штаба в Санкт-Петербурге»[43]

## Восстановление села
Село Дашбашы было полностью уничтожено в ходе операции «Кольцо» весной 1991 года. Было осквернено и обезображено кладбище, разрушен памятник-родник жителям села, погибшим в ВОВ и построенный на средства сельчан в 1950-е годы. Уничтожены все жилые дома и необходимая для жизни в селе инфраструктура. Село было полностью покинуто населением. В 2011 году Максим Атаянц с семьёй посетил Дашбашы и принял решение возвести рядом с селом церковь, а  в дальнейшем возродить село  на свои средства и при своём непосредственном участии. К 2018 году были решены следующие задачи: построена по проекту Атаянца и освящена церковь Иоанна Крестителя. Восстановлены надгробия на сельском кладбище. Отреставрирована и освящена церковь Богоматери, построенная основателем рода Атаянцев. Восстановлен памятник-родник. Восстановлена подача воды и электричества в село. Построены и заселены 3 жилых дома (ещё два были в стадии строительства) – они спроектированы и возведены, согласно концепции Атаянца, в традиционных для этого села внешних формах и из традиционных материалов, чтобы не разрушать эстетическую и туристическую привлекательность места. Помимо этого строился цех по переработке сельскохозяйственной продукции. Дальнейшая реализация проекта остановилась в виду недостаточности финансирования. В октябре 2020 года в ходе Второй Карабахской войны Гадрутский район Нагорного Карабаха перешёл под контроль Азербайджана и армянское население его покинуло.

## Награды и звания
- Член-корреспондент Российской академии архитектуры и строительных наук (РААСН), 2021 год
- Заслуженный архитектор Российской Федерации, 2018 год — за заслуги в области архитектуры и многолетнюю добросовестную работу[48].
- Лауреат премии 2018 International Urban Design Award — за выдающиеся проекты неоклассических пригородов в Москве и Сочи.
- Лауреат XXXV Европейской Международной премии «Мыс Цирцеи» в номинации — «Архитектура и искусство» — за живописные и архитектурные произведения, созданные в канонах древнеримской культуры. (2016)
- Премия «Лучший реализованный проект комплексного освоения территории» Второго ежегодного градостроительного конкурса Минстроя России — 2016 за ЖК «Опалиха-О2»
- Лауреат международной премии European Property Awards — 2016, номинация: «Лучшие жилые комплексы России» — ЖК «Митино 02»
- Лауреат международной премии European Property Awards — 2016, номинация: «Лучшие жилые комплексы России» — ЖК «Опалиха 03»,
- Лауреат архитектурного конкурса «Лучший инновационный проект России»-2015 в номинации «Комплексное освоение территории: инфраструктура, благоустройство» — ЖК «Солнечная система»,
- Лауреат Архитектурной премии Губернатора Московской области 2014 года — проект «Город Набережных»
- Лауреат международной премии European Property Awards 2014 в номинации лучший жилой высотный комплекс России и Европы — ЖК «Солнечная система»
- Лауреат российской премии по недвижимости Urban Awards 2012 в номинациях: «Лучший жилой комплекс Подмосковья в экономклассе», «Инновация года», «Лучший проект комплексной застройки» — проект ЖК «Город набережных»